# Сальто-Мина
Сальто-Мина (исп. Salto Mina) — водопад на юго-западе Парагвая. В некоторых источниках используется название Сальто-Минас (исп. Salto Minas)].
Находится на территории национального парка  Ибикуи, расположенного в округе Ибикуи департамента Парагуари. Высота водопада  — 12 метров .
Является самым посещаемым среди водопадов национального парка Ибикуи благодаря расположению: место доступно для любого вида транспортных средств.